# Gustavo Turecki
Gustavo Turecki est un psychiatre québécois. Il est chercheur de l'Institut universitaire en santé mentale Douglas à Montréal dans la province de Québec au Canada.
En 2009, Radio-Canada a décerné, à lui et à Michael Meaney, le titre de scientifique de l'année de Radio-Canada pour leurs travaux sur les effets de la maltraitance infantile sur le cerveau. Des recherches sur des rats avaient déjà identifié des mécanismes biologiques par lesquels les expériences de vie modifient l'expression de certains gènes, en particulier ceux du stress. Ces chercheurs ont été les premiers à observer de tels mécanismes chez l'humain.

## Honneur
- 2009 - Scientifique de l'année par la Société Radio-Canada
- 2016 - Prix Acfas Léo-Pariseau
- 2022 - Prix Philippe et Maria Halphen